# Гул (східний Йоркшир)
Гул — портове місто та цивільна парафія на річці Уз у східному районі графства Йоркшир, Англія. Історичним графством міста є Вест-Райдинг Йоркширу.
За даними перепису населення Великої Британії 2011 року, населення округу Гул становило 19 518 осіб, що перевищує показник перепису населення Великої Британії 2001 року, який становив 17 600 осіб. Розташований 26 кілометрів на північний схід від Донкастера, 19 км., на південь від Йорка та 47 км., на захід від Халла.
Місто має найдальший внутрішній порт Сполученого Королівства, приблизно в 80 км., від Північного моря. Він здатний обробляти майже 2 мільйони тонн вантажів на рік, що робить його одним із найважливіших портів на східному узбережжі Англії.
Goole є побратимом із Злотув у Польщі. Гул неофіційно був побратимом Гібралтару в 1960-х роках; у той час Gibraltar Court називався мовою Goole, а Goole Court називався Gibraltar.

## Історія

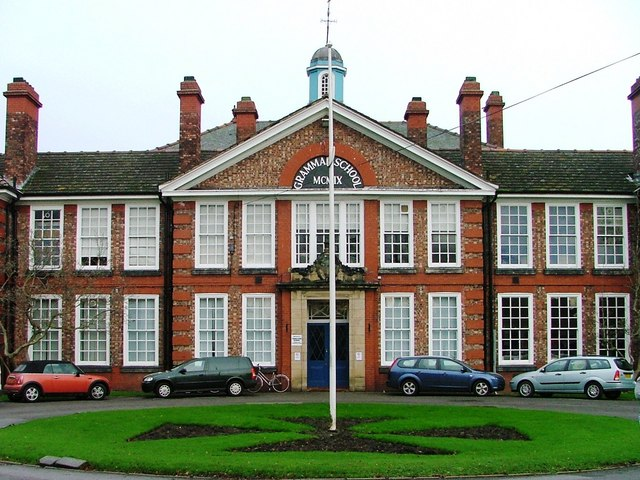
Гул Вища школа, колишня Граматична школа

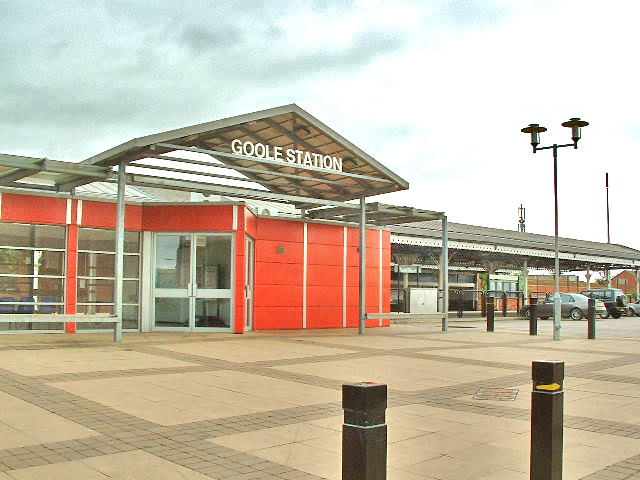
Залізнична станція Гул

Гул вперше засвідчений у 1306 році як Гул Льют (де lewth означає «сарай» від давньоскандинавської hlaða), а потім у 1362 році як Гулле в Хоуке» (мається на увазі сусіднє, і тоді більш значне село Гук). Назва вперше засвідчена у своїй короткій сучасній формі з 1530-х років. Воно походить від середньоанглійського слова goule (або давньоанглійського предка), що означає «канал, створений потоком».. Іноді вважалося, що слово Goole названо на честь відкритої каналізації, але для цього немає жодних підстав.

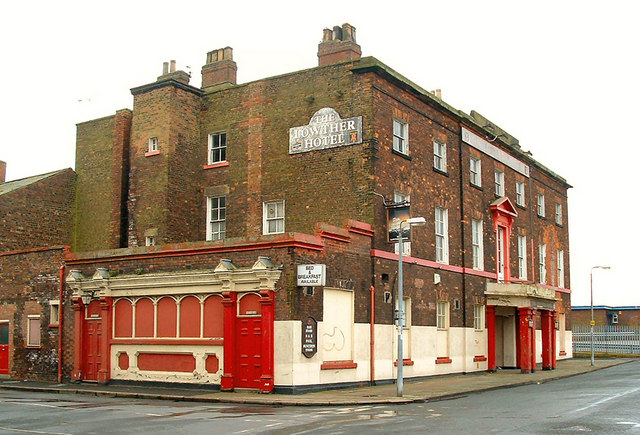
Готель Lowther, вважається першою будівлею, побудованою в Нью-Гул у 1824 році, відкритий як готель Banks Arms, названий на честь сера Едварда Бенкса, підрядника компанії Aire and Calder Navigation.

У 1820-х роках компанія Aire and Calder Navigation запропонувала розробку нового каналу для транспортування вугілля з існуючого широкого каналу з Ноттінглі в північній частині вугільного родовища в 1826 році. Після того, як компанія досягла Goole, компанія запропонувала розробку нового плавучого доку, здатного обслуговувати більші морські судна. Головному інженеру Томасу Хамонду Бартолом’ю було доручено побудувати канал, доки та пов’язане з ним містечко для розміщення як докерів, так і приїжджих моряків. Бартолом’ю доручив інженеру-будівельнику та будівельнику серу Едварду Бенксу побудувати частину каналу та вісім перевантажувальних доків, а також запланувати пов’язане нове місто на захід від існуючого дерев’яного мосту. Готель Banks Arms на вулиці Ейр, сьогодні відомий як готель Lowther, у 1824 році був першою будівлею, побудованою в тому, що було відомо як Нью-Гул; Публіка Macintosh Arms на тій же вулиці отримала свою назву від імені інженера Г'ю Макінтоша.

## Освіта
У Гулі є кілька початкових шкіл, а також середня школа Гул із приєднаним до неї коледжем для навчання в шостому класі та спеціальна школа Ріверсайд, яка обслуговує дітей віком від 2 до 19 років. Goole College є філією Hull College. Є коледжі додаткової освіти в Селбі, Йорку, Сканторпі та Бішоп-Бертоні. Goole College проводить схему, щоб показати старшим учням середньої школи (у 10 класі і вище), які можливості пропонує їм коледж.

## Транспорт
Ланкаширсько-Йоркширська залізниця побудувала лінію від Понтефракт і Вейкфілд у 1848 році, а Північно-Східна залізниця з'єднала порт із Донкастером і Халлом у 1870 році. Процвітання від торгівлі вугіллям і генеральними вантажами з промисловою зоною Вест-Райдинг тривало протягом 150 років після відкриття каналу.
Сьогодні залізнична станція Гул розташована на стику гілок Халл і Донкастер і лінії Понтефракт. Послуги надаються до Hull Paragon Interchange, Doncaster, Sheffield, Leeds та приміських станцій між ними.

## Галерея

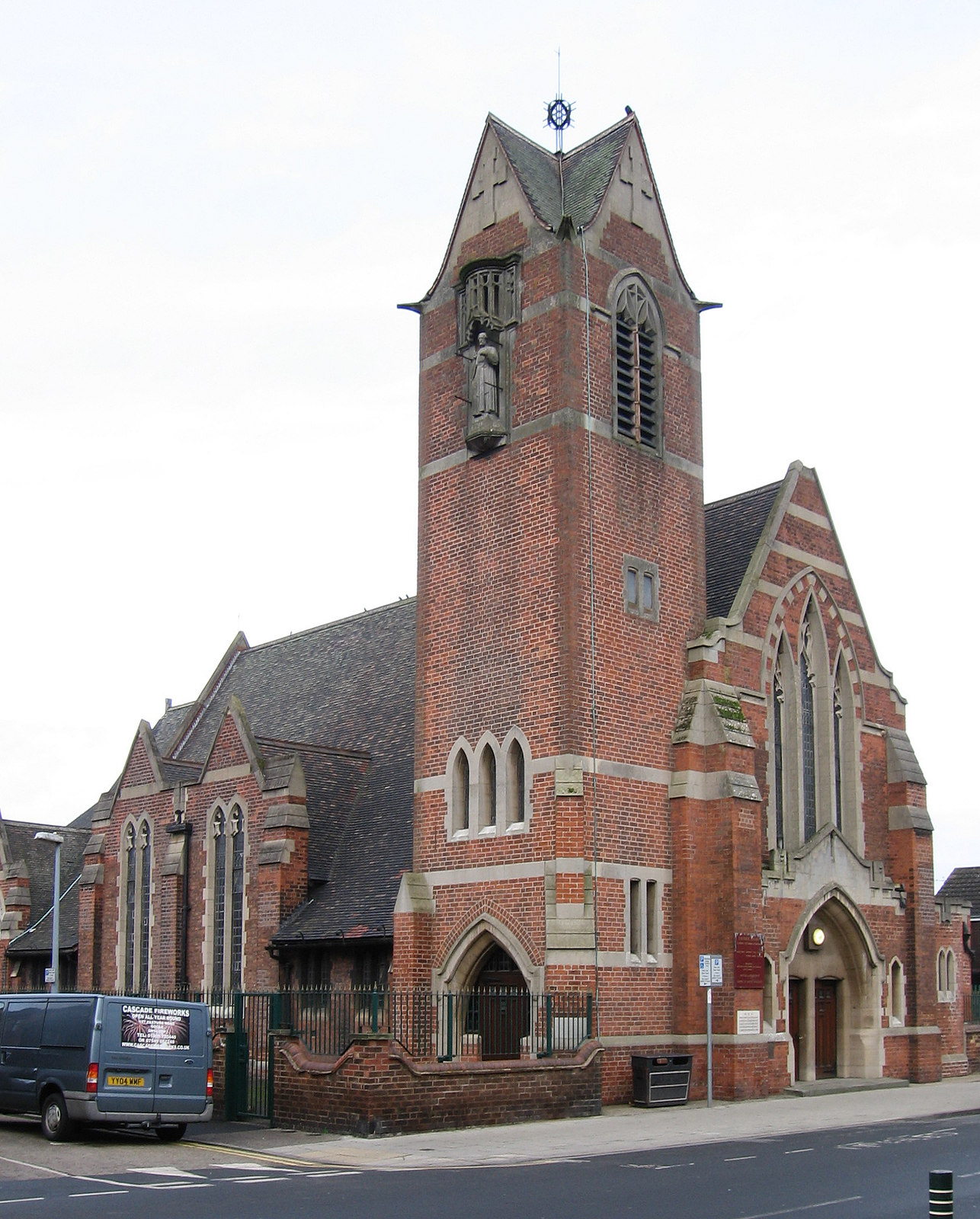
Католицький костел Святого Йосипа
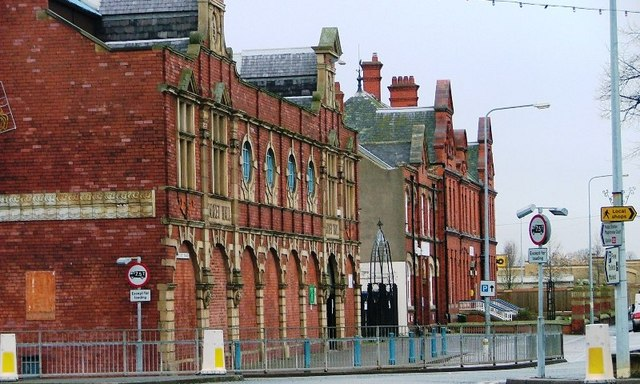
Ринок